# Малинівка (Білогірський район)
Мали́нівка (до 1945 року — Азамат, крим. Azamat, рос. Малиновка) — село в Україні, у Білогірському районі Автономної Республіки Крим. Підпорядковане Василівській сільській раді.

## Історія
Перша документальна згадка села зустрічається в Камеральному Описі Криму … 1784, судячи з якого, в останній період Кримського ханства Азамат  входив у Ширинський кадилик Кефінського каймаканства.  Після анексії  Криму Російською імперією (8) 19 квітня 1783 року , (8) 19 лютого 1784 року, іменним указом Катерини II сенату, на території колишнього Кримського Ханства була утворена Таврійська область і село було приписано до Левкопольського, а після ліквідації в 1787 році Левкопольського   — до Феодосійського повіту. 1783 року навколишні селища з 7349 десятинами землі були надані в маєток генерал-аншефу Михайлу Каховському . Маєток отримав назву «Азамат» по селищу, в якому знаходилася головна садиба. Петро Паллас, у своїй праці «Спостереження, зроблені під час подорожі південними намісництвами Російської держави», так описав маєток:
|  | чудовий маєток графа Каховського на відстані приблизно чотирнадцяти верст від Карасубазара, називається Азамат, що містить понад десять тисяч десятин кращої орної та пасовищної землі, до якого також належать два татарські села, одне російське і одне ногайське, зване Мелек, має п'ятсот осіб населення |

Після Павловських реформ, з 1796 по 1802 рік, входила до Акметецького повіту Новоросійської губернії. За новим адміністративним поділом, після створення 8 (20) жовтня 1802 Таврійської губернії, Азамат був включений до складу Урускоджинської волості повіту Феодосії.
За Відомістю про кількість селищ, назви цих, у них дворів ... що у Феодосійському повіті від 14 жовтня 1805, в селі Азамат було 14 дворів і 89 жителів, суто кримських татар. На військово-топографічній карті генерал-майора Мухіна 1817 село Азамат позначено з 2 дворами. Після реформи волосного поділу 1829 року Азамат, згідно з «Відомістю про казенні волості Таврійської губернії 1829 року», віднесли до Борюської (варіанти: Берюська, Бурюкська ) волості (перейменованої з Урускоджинської). На карті 1836 позначені села Азамат з 23 дворами і Азамат (російський) з 48 дворами , як і на карті 1842.
Після земської реформи 1890, яка в Феодосійському повіті пройшла після 1892, Азамат віднесли до Андріївської волості того ж повіту. За «Пам'ятною книжкою Таврійської губернії на 1900 рік» у селі Азамат, що входило до Василівського сільського товариства, вважалося 332 мешканці в 54 дворах. За Статистичним довідником Таврійської губернії. ч. Друга. Статистичний нарис, випуск п'ятий повіт Феодосії, 1915 рік , в селі Азамат (воно ж Василівка) Андріївської волості повіту Феодосії було 33 двори з татарським населенням в кількості 9 осіб приписних жителів і 175 - «сторонніх».
Після встановлення в Криму Радянської влади, за постановою Кримрівкому від 8 січня 1921 була скасована волосна система і село увійшло до складу новоствореного Карасубазарського району Сімферопольського повіту , а в 1922 повіти отримали назву округів. 11 жовтня 1923 року, згідно з постановою ВЦВК, до адміністративного поділу Кримської АРСР було внесено зміни, внаслідок яких округи ліквідувалися, Карасубазарський район став самостійною адміністративною одиницею і село включили до його складу. Згідно зі Списком населених пунктів Кримської АРСР по Всесоюзному перепису 17 грудня 1926 року, в селі Азамат (вакуф), Василівської сільради (в якому село складається всю подальшу історію ) Карасубазарського району, вважалося 63 двори, з них 54 селянські, населення становило 273 особи, з них 163 татарини, 84 росіян, 11 греків, 10 євреїв, 3 вірмени і 2 українці . 1929 року в селах Василівка, Малинівка та Пролом утворено колгосп «Гігант», з якого через рік виділено колгосп «Північна зірка». За даними всесоюзного перепису населення 1939 в селі проживало 356 осіб.
1944 року, після звільнення Криму від фашистів, згідно з Постановою ДКО № 5859 від 11 травня 1944 року, 18 травня кримські татари були депортовані до Середньої Азії. 12 серпня 1944 року було ухвалено постанову № ГОКО-6372с «Про переселення колгоспників у райони Криму», на виконання якої до району завезли переселенців: 6000 осіб з Тамбовської та 2100 — Курської областей , а на початку 1950-х років виникла друга хвиля переселенців із різних областей України. З 25 червня 1946 Азамат у складі Кримської області РРФСР. Указом Президії Верховної Ради РРФСР, від 18 травня 1948 року, Азамат був перейменований на Малинівку. 26 квітня 1954 року Кримська область була передана зі складу РРФСР до складу УРСР. За даними перепису 1989 року в селі проживало 98 осіб. З 12 лютого 1991 року село у відновленій Кримській АРСР , 26 лютого 1992 року перейменованій в Автономну Республіку Крим. З 21 березня 2014 - село окуповане Росією у складі Республіки Крим.